# Námořní republiky

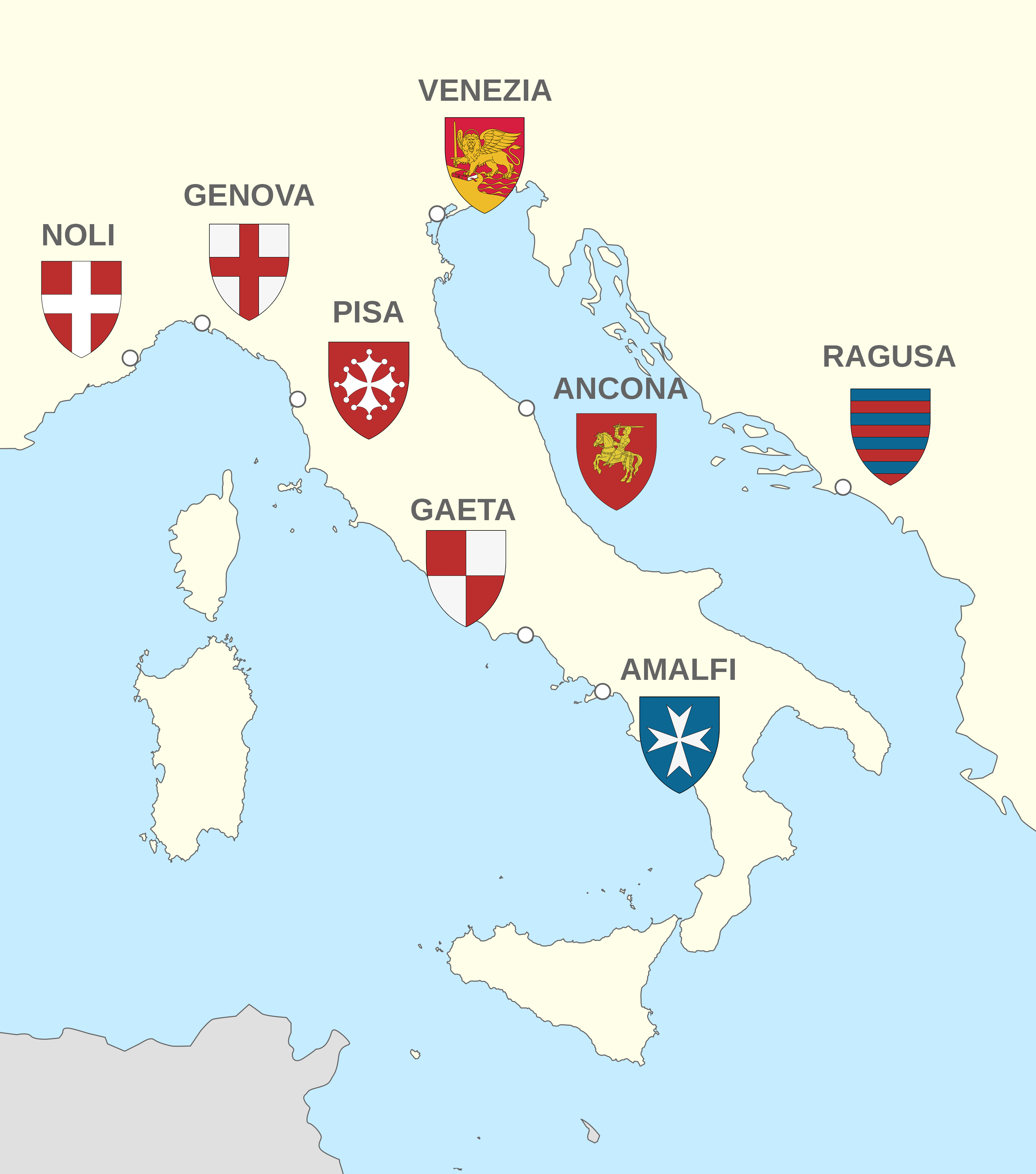
Centra a znaky námořních republik

Námořní republiky (italsky: repubbliche marinare) byly středověké a raně novověké italské městské státy, jejichž ekonomika byla založena z velké části na námořním obchodu. 

## Charakteristika
Kromě obchodu obvykle byly námořní republiky i vojenskými mocnostmi s válečnou flotou a opěrnými body ve Středomoří; některé námořní republiky se účastnily také křížových výprav. Jejich politické zřízení mělo obvykle republikánský charakter, i když politického procesu se směla plnoprávně účastnit pouze elitní vrstva patricijů.

## Námořní republiky
Hlavními námořními republikami byly Republika Amalfi, Benátská republika, Janovská republika a Pisánská republika. V některých dobách se jejich významu rovnaly i menší námořní republiky: Republika Ancona, Republika Dubrovník (italsky Ragusa; ležela na území Dalmácie, součásti dnešního Chorvatska), Republika Gaeta a Republika Noli.